# Rozkład Weibulla
Rozkład Weibulla – ciągły rozkład prawdopodobieństwa często stosowany w analizie przeżycia do modelowania sytuacji, gdy prawdopodobieństwo śmierci/awarii zmienia się w czasie.
Może on w zależności od parametrów przypominać zarówno rozkład normalny (dla dużych {\displaystyle k}), jak i rozkład wykładniczy (sprowadza się do niego dla {\displaystyle k=1}).
Parametr {\displaystyle k} rozkładu określa zachowanie prawdopodobieństwa awarii (śmierci) w czasie:
- dla {\displaystyle k<1} prawdopodobieństwo awarii (śmierci) maleje z czasem. W przypadku modelowania awarii urządzenia sugeruje to, że egzemplarze mogą posiadać wady fabryczne i powoli wypadają z populacji,
- dla {\displaystyle k=1} (rozkład wykładniczy) prawdopodobieństwo jest stałe. Sugeruje to, że awarie mają charakter zewnętrznych zdarzeń losowych,
- dla {\displaystyle k=2} (rozkład Rayleigha) prawdopodobieństwo rośnie liniowo z czasem,
- dla {\displaystyle k>1} prawdopodobieństwo rośnie z czasem. Sugeruje to zużycie części z upływem czasu jako główną przyczynę awaryjności.

Parametr {\displaystyle \lambda } można zinterpretować jako czas, po którym zginie {\displaystyle 1-{\frac {1}{e}}\approx 63{,}2\%} osobników (porównaj wartość charakterystyczna przeżycia).